# UTC+6
Часово отместване UTC+6 се използва:

## Като стандартно време през цялата година
- Бангладеш
- Бутан
- Великобритания – Британска индоокеанска територия
- Киргизстан

## Като стандартно време през зимния сезон
- Русия
  - Алтайски край, Алтайска република, Новосибирска област, Омска област

## Като лятно часово време
- Пакистан
- Русия
  - Башкирия, Челябинска област, Курганска област, Оренбургска област, Пермски край, Свердловска област, Тюменска област